# Hercule de Rohan

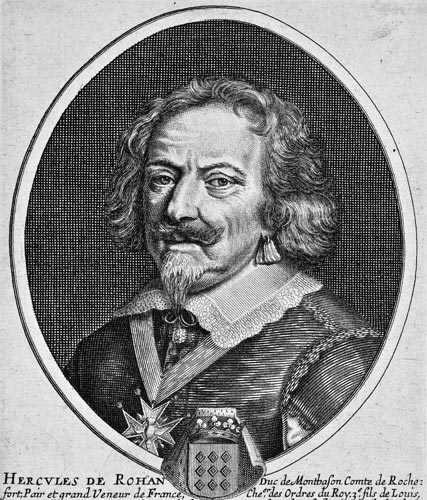
Hercule de Rohan, Herzog von Montbazon. Gravüre von Pierre Daret (1610–1675)

Hercule de Rohan (* 27. August 1568; † 16. Oktober 1654) war ab 1594 Herzog von Montbazon, Pair von Frankreich, Fürst von Guéméné und Graf von Rochefort. Er war als Sohn von Louis VI. de Rohan und Léonore de Rohan, Gräfin von Rochefort, ein Angehöriger des Hauses Rohan.

## Leben
Hercule de Rohan war ein treuer Diener sowohl des Königs Heinrich III., als auch dessen Nachfolgers Heinrich IV. Letzterer nahm ihn 1597 in den Orden vom Heiligen Geist auf. 1598 wurde er Lieutenant-général in der Bretagne und Gouverneur von Nantes. Als Heinrich IV. 1610 von François Ravaillac ermordet wurde, saß er mit dem König in dessen Kutsche, und wurde bei dem Attentat auch verwundet. 1602 bis 1643 war der Großjägermeister von Frankreich. Schließlich wurde er Militärgouverneur von Paris Gouverneur und Lieutenant-général von Paris und der Île-de-France.
Er heiratete 1594 Madeleine de Lenoncourt († 1602), Tochter von Henri III. de Lenoncourt, Baron de Vignory, Seigneur de Coupvray (Haus Lenoncourt), und Françoise de Laval, einer Schwester sowohl des Marschalls Boisdauphin als auch der zweiten Ehefrau seines Vaters. Ihre Kinder waren:
- Louis VIII. de Rohan (1598–1667), 1654 3. Duc de Montbazon, 4. Prince de Guéméné, Comte de Rochefort; ⚭ Anne de Rohan (1606–1685), 4. Princesse de Guéméné, Erbtochter von Pierre, 3. Prince de Guéméné, und Madeleine de Rieux
- Marie de Rohan (1600–1679), genannt Mademoiselle de Montbazon, die berühmte Duchesse de Chevreuse; ⚭ I Charles d’Albert, duc de Luynes, Connétable von Frankreich, † 1621; ⚭ II Claude de Lorraine, duc de Chevreuse, † 1657

1628 heiratete er in zweiter Ehe Marie d’Avaugour, Tochter von Claude d’Avaugour, Graf von Vertus, die unter ihrem Ehenamen „Duchesse de Montbazon“ berühmt wurde. Ihre Kinder waren:
- François (1630–1712), 1667 Prince de Soubise; ⚭ I Catherine de Lyonne, † 1660, Tochter von Jacques, Seigneur de Cueilly, Witwe von Pomponne François Le Comte, Marquis de Nonnant; ⚭ II Anne de Rohan-Chabot, † 1709, Dame de Soubise, Tochter von Henri Chabot, 1. Duc de Rohan
- Marie-Eléonore († 8. April 1682), 1652 Äbtissin von La Trinité in Caen,  1664 Äbtissin von Malnoue
- Anne de Rohan (1640–1684); ⚭ Louis Charles d’Albert, duc de Luynes Duc de Chevreuse (1620–1699)